# اروینایگیتگین
اروینایگیتگین (انگلیسی: Ervynaygytgyn) یک دریاچه در ناحیه خودگردان چوکوتکای کشور روسیه است.